# مقاومت (فیلم ۱۹۹۱)
مقاومت (به هندی: Pratikar) فیلمی محصول سال ۱۹۹۱ و به کارگردانی تاتیننی راما رائو است. در این فیلم بازیگرانی همچون آنیل کاپور، مادهوری دیکشیت، راکهی گولزار، اوم پراکاش، نیروپا روی، ساتیش شاه، آریونا ایرانی، پارش راوال، آسرانی، لاکسیمیکانت برد، محسن حسن خان ایفای نقش کرده‌اند.